# Colégio de São Clemente
O Colégio de São Clemente (em galego: Colexio de San Clemente) é um edifício civil de estilo maneirista do início do século XVII situado na cidade de Santiago de Compostela, Galiza, Espanha, nas imediações da Porta Faxeira e do lado norte do Parque da Ferradura.

## História e descrição
O colégio foi fundado pelo arcebispo Juan de Sanclemente em 1601, para pasantes ou graduados que, após terminarem os seus cursos universitários, pudessem ampliar os seus estudos, mas só começou a funcionar em 1630. Desde os primeiros tempos que a aparição deste novo colégio despertou a adversão do Colégio de Fonseca. As disputas entre ambos pelo títitulo de único "colégio maior" da Universidade de Santiago de Compostela foram apresentadas perante a justiça real, e só em 1730 é que um decreto do rei Filipe V acabou com a desavença ao conceder o título de "maior" exclusivamente ao Colégio de Fonseca. O Colégio de São Clemente foi extinto como tal em 1809 e atualmente é uma escola secundária, o Instituto de Educação Secundária Rosalía de Castro, depois de até há alguns anos ter sido o "instituto feminino" de Santiago, nome pelo qual ainda é conhecido.
A obra deve ter sido encomendada a Ginés Martínez, segundo Bonet Correa, e foi executada em estilo maneirista entre 1607 e 1609 por Xácome Fernández e Leonel de Avalle, quando Martínez já se tinha ausentado de Santiago. O local onde foi construído fazia parte da  carballeira (carvalhal) de Santa Susana, encontrando-se por isso fora da área urbana compostelana — a porta mais próxima era a Faxeira.
Martínez adotou uma planta retangular, com pátio central, erigindo uma edificação de dois corpos de altura, sóbria, de linhas retas, que só são interrompidas no portal, articulada de forma similar à do Colégio de Fonseca — algo que deve ter sido aconselhado por Juan de Sanclemente — mas com menos elementos decorativos, seguindo uma organização de tipo arco do triunfo, mas fazendo uso de elementos classicistas: nichos coroados, colunas classicistas nas laterais e com um frontão triangular que remata o conjunto. O uso de pedestais, sapatas, arquitraves e cornijas salientes dá uma certo dinamismo e produz jogos de sombras que são mais caraterísticos do maneirismo.